# Periscyphis convexus
Periscyphis convexus är en kräftdjursart som först beskrevs av Gustav Budde-Lund 1885.  Periscyphis convexus ingår i släktet Periscyphis och familjen Eubelidae. Inga underarter finns listade i Catalogue of Life.